# Waldenecksee
Der Waldenecksee oder Petersee ist ein Steinbruchsee am Westrand des Nordschwarzwalds. Er liegt in einer von Baden-Badener Stadtgebiet umgebenen Exklave der Gemeinde Sinzheim zwischen Iberg und Fremersberg an der Westseite des Bergs Waldeneck. Um das Jahr 1900 wurde dort ein Steinbruch angelegt, der bis 1968 in Betrieb war. In der Bruchsohle bildete sich danach ein etwa 200 m langer und 35–75 m breiter See. Er trägt einen seiner geläufigen Namen nach dem ehemaligen Steinbruchpächter, dem Porphyr-Schotterwerk Peter. Der See war als Fischgewässer verpachtet, Baden verboten. Auf seiner östlichen und südöstlichen Seite wird der See von der etwa 65 m hohen Felswand des Steinbruchs überragt. Seit einem größeren Felssturz im Mai 2023 ist das Gelände gesperrt.

## Beschreibung

### Ökologie

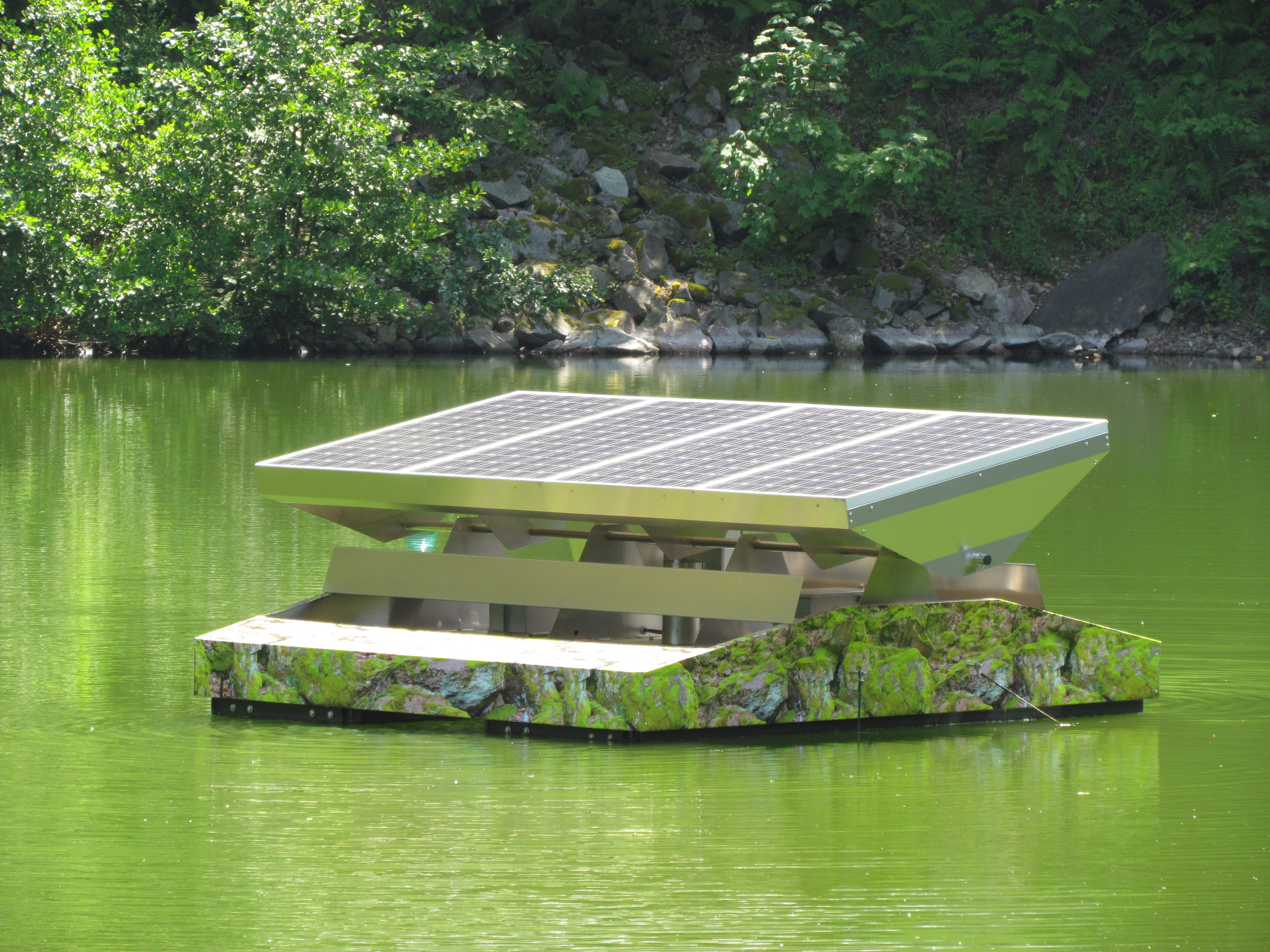
Die solarbetriebene Umwälzpumpe im See (2014)

Der durch Quell- und Oberflächenwasser gespeiste See verfügt über keine natürlichen Zu- und Abläufe. Da somit kein Wasseraustausch stattfinden kann und gleichzeitig Nährstoffe durch Pflanzenbewuchs und Badegäste eingetragen werden, besteht die Gefahr des Umkippens. Dies geschah im Sommer 2013, als ein erhöhter Ammoniakgehalt im Wasser ein nicht unerhebliches Fischsterben auslöste. Daraufhin war über mehrere Wochen die Feuerwehr Sinzheim an dem Gewässer im Einsatz und reicherte das Seewasser durch Versprühen mit Sauerstoff an.
In der Folge ließ der Angelsportverein Sinzheim als Pächter des Sees mit finanzieller Unterstützung der Gemeinde Sinzheim 2014 eine solarbetriebene Umwälzpumpe installieren, die Wasser vom Seegrund an die Oberfläche pumpt und so für eine bessere Vermischung sorgt.

### Geologie
An den Felswänden des Steinbruchs sind Quarzporphyre des Oberen Rotliegenden aufgeschlossen. Es sind ignimbritische Rhyolithe, also pyroklastische vulkanische Gesteine, die nicht als Lava ausgeflossen und erkaltet, sondern aus fluiden Suspensionen kleiner Magmateilchen in hocherhitzten Gasen entstanden sind. Drei Deckenergüsse von Ignimbrit unterschiedlicher Färbung und mineralischer Zusammensetzung sind von unten nach oben erkennbar. Die Gesteine gehören lithostratigraphisch zur Lichtental-Formation, die sich aus Überresten eines knapp 300 Millionen Jahre alten Vulkans zusammensetzt. Das Landesamt für Geologie, Rohstoffe und Bergbau Baden-Württemberg stuft den aufgegebenen Steinbruch Waldeneck als schutzwürdiges Geotop ein.

### Felssturz
Am Morgen des 8. Mai 2023 ereignete sich am Waldenecksee ein Felssturz, als mehrere Tausend Kubikmeter Gestein aus der Steilwand abbrachen und ins Wasser rutschten. Die dadurch ausgelöste Flutwelle erreichte an der gegenüberliegenden Böschung Höhen von bis zu fünf Meter und richtete im Umfeld des Sees Verwüstungen an. So wurden Bäume entwurzelt, Verkehrsschilder umgeknickt und Felsen mitgerissen. Fische wurden in bis zu 500 Meter Entfernung vom See gefunden. Wegen der auch nach kontrollierten Felssprengungen weiter bestehenden Abbruchgefahr beschloss der Sinzheimer Gemeinderat im Dezember 2023 die dauerhafte Sperrung des Geländes.

## Das Gelände als Drehort
Das etwa zwei Kilometer vom Baden-Badener Funkhaus des Südwestrundfunks entfernt gelegene Steinbruch- und Seegelände diente wiederholt als Film-Drehort, etwa 1984 im Historien-Vierteiler Lenz oder die Freiheit, wo es das Höllental darstellte, in mehreren Folgen der Krimireihe Tatort, 2010 als Schauplatz des Showdowns im Thriller Unter Nachbarn und 2020 im Abenteuerfilm Nachtwald. Der Baden-Badener Regisseur Eric Hordes nutzte den See im Jahr 2015 als Drehort für seinen Kinofilm Trolls World – Voll vertrollt!.